# Paradiopa postfusca
Paradiopa postfusca är en fjärilsart som beskrevs av George Francis Hampson 1893. Paradiopa postfusca ingår i släktet Paradiopa och familjen nattflyn. Inga underarter finns listade i Catalogue of Life.